# Rodrigo Hasbún
Rodrigo Hasbún (Cochabamba, 1981) es un escritor  boliviano.

## Biografía
Estudió periodismo en Bolivia y, después de terminar la universidad, Hasbún pasó un año, entre 2003 y 2004, en Santiago de Chile, país donde habían vivido sus abuelos y también su padre. Después hizo un posgrado en Barcelona (2004-2005).
La primera recopilación de sus relatos, Cinco, apareció en 2006, y al año siguiente fue seleccionado por el Hay Festival y Bogotá Capital Mundial del Libro como uno de los 39 escritores latinoamericanos menores de 39 años más importantes.
Basado en el cuento Carretera, que formó parte de Cinco, el director boliviano Martín Boulocq rodó su segundo largometraje, Los viejos, que fue estrenado en 2011. Hasbún y Boulocq (Cochabamba, 1981) crecieron juntos y han hecho muchas cosas en común (el cineasta también pertenecía a la banda en la que tocaba el escritor).
Publicó su primera y premiada novela, El lugar del cuerpo, en 2007 y dos años después fue seleccionado en la lista de los diez destacados escritores latinoamericanos por la revista estadounidense Zoetropre: All Story. Al año siguiente resultó elegido por la revista británica Granta, que tiene también una versión en español, como uno de los 22 mejores escritores en español menores de 35 años.
En 2009 Hasbún se mudó a Ithaca para hacer un doctorado en la Universidad de Cornell.
La tesis de doctorado de Hasbún versa sobre los diarios íntimos de escritores latinoamericanos, y él mismo lleva desde hace doce años un diario personal que quizá sea su "escritura más importante". Tiene como treinta cuadernos escritos, bien guardados en la casa de sus padres en Bolivia". Una vez finalizados sus estudios en Cornell, Hasbún se instaló en la ciudad canadiense de Toronto en 2014.

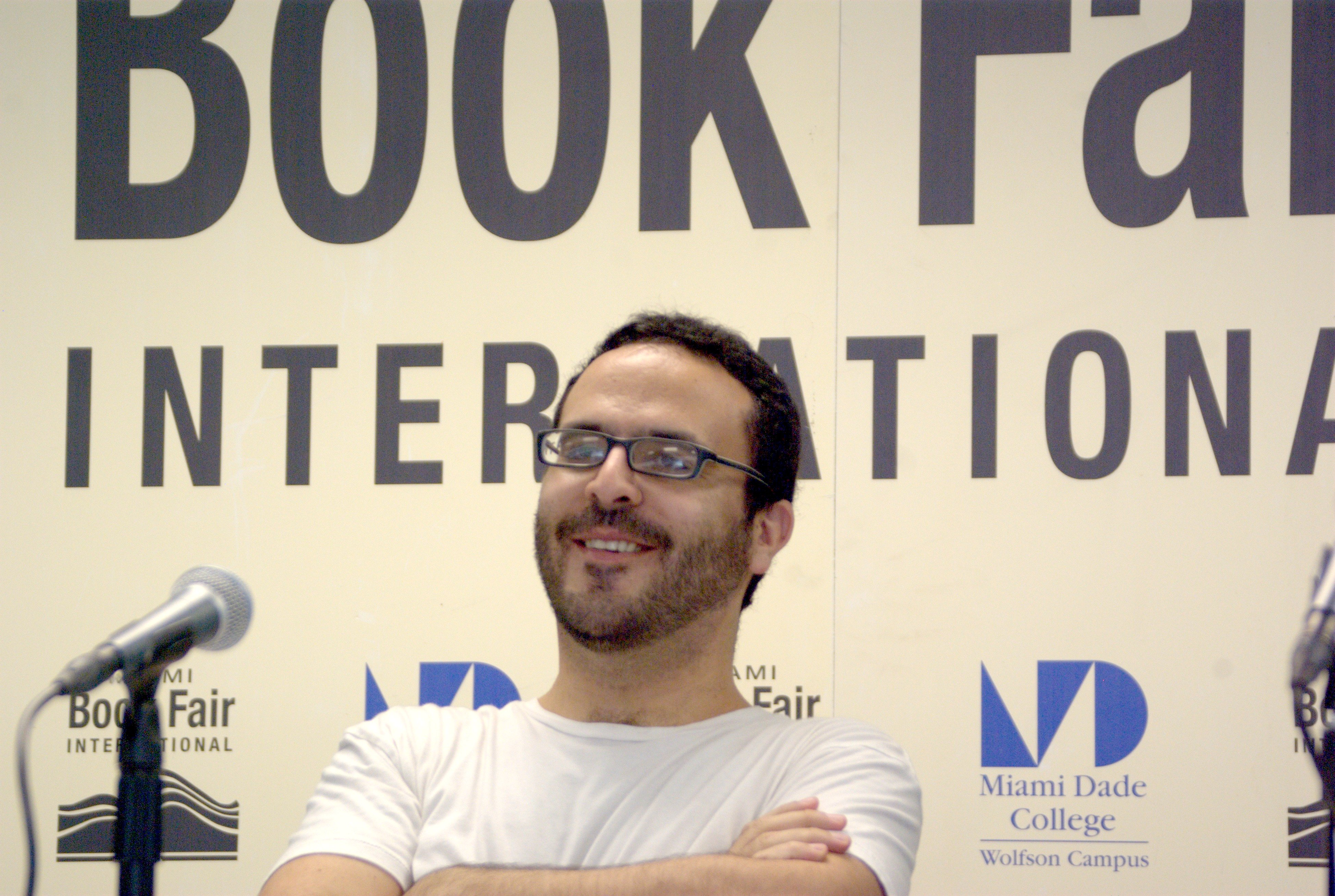
Hasbún en la Feria Internacional del Libro de Miami 2011

El tercer volumen de cuentos, Cuatro, apareció en 2014; el mismo año la editorial Demipage lanzó una selección de relatos publicados en sus anteriores libros bajo el título de Nueve. En mayo del 2015, Literatura Random House publicó Los afectos, la segunda novela de Hasbún, que será traducida a varios idiomas (alemán, chino, finlandés, francés, griego, holandés, inglés, italiano, danés, portugués y serbio).

## Obras

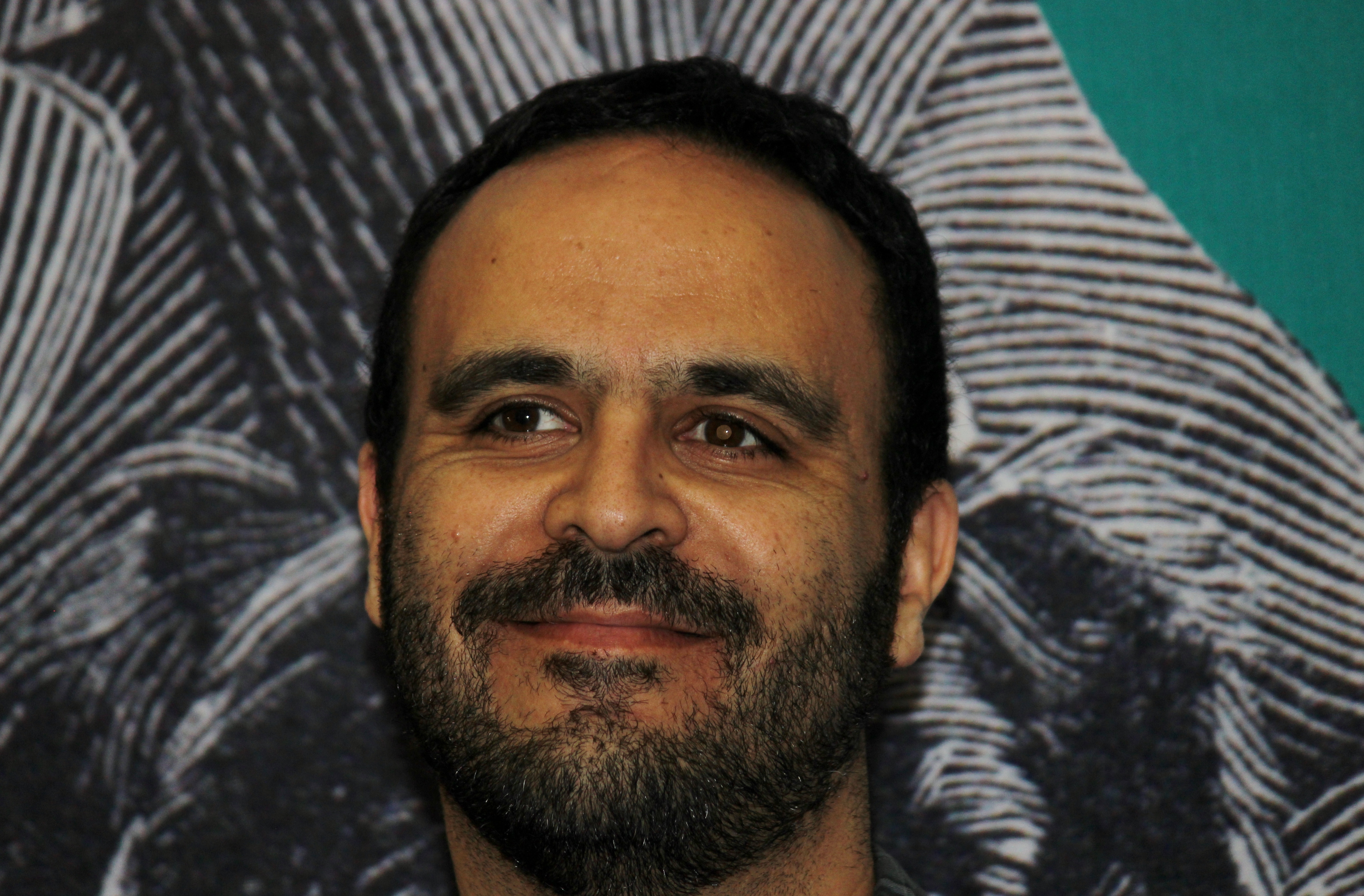
Hasbún en la FILSA 2018

- Cinco, Gente Común, La Paz, 2006; contiene cinco cuentos:
  - Carretera; Álbum; Reunión; Amanda; Pareja en café o cama o calle, sobre fondo o gris
- Cuatro, El Cuervo, La Paz, 2014; contiene cuatro cuentos:
  - La mujer y la niña; Syracuse; Los nombres; Tanta agua tan lejos de casa
- Nueve, Demipage, Madrid, 2014; selección de cuentos de

## Premios
- Premio Unión Latina a la Novísima Narrativa Breve Hispanoamericana 2008 por el relato Familia[9]
- Premio de Literatura Santa Cruz de la Sierra 2007 por la novela El lugar del cuerpo
- Premio de Guion de Literatura y Cine Petrobras por Los viejos, escrito junto con el cineasta Martín Boulocq y basado en su cuento Carretera